# Schlacht um Rajasthan
Die Schlacht um Rajasthan ist ein Sammelbegriff für eine Reihe von Schlachten, die während der Islamischen Expansion in Nordwestindien auf dem Gebiet der heutigen Staaten Pakistan und Indien zwischen den Kalifen der islamischen Umayyaden- und Abbasiden-Dynastien und den indischen Herrschern östlich des Indus geführt wurden. Die wichtigsten historischen Quellen finden sich in den Werken der islamischen Historiker al-Balādhurī und at-Tabarī.

## Überblick
Nach der arabischen Eroberung des Sindh im Jahr 712 setzten die islamischen Armeen ihre Angriffe ostwärts über den Indus hinaus fort. Zwischen 724 und 810 ereigneten sich eine Reihe von Schlachten zwischen den Arabern und dem nordindischen Herrscher Nagabhata I. aus der Dynastie der Pratihara, dem weiter südlich herrschenden Chalukya Vikramaditya II., und kleineren Königreichen. Im Norden schlug Nagabhata I. eine größere arabische Invasion in der Region Malwa zurück. Von Süden aus schlug der Feldherr Vikramadityas II., Pulakesi, die Araber in Gujarat. Im Jahr 776 wurde eine arabische Flotte durch die Flotte der Saindhava zurückgeschlagen.
Mit den Niederlagen der Araber fand die frühe islamische Expansion nach Osten ein vorläufiges Ende; in späterer Zeit unterwarfen die Rajputen den Sindh und errichteten dort eine eigene Herrschaft.

## Hintergrund

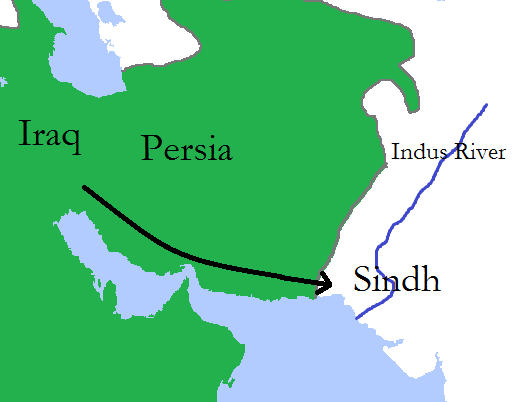
Muhammad bin Qasims Feldzug nach Sindh, 711

Im 8. Jahrhundert war Nordindien nach dem Ende der Herrschaft Harshavardhanas in mehrere Reiche unterteilt. Der Nordwesten wurde von der Karkota-Dynastie in Kaschmir und den Hindu-Shahi in Kabulistan, dem heutigen Afghanistan und im Panjab regiert. Kannauj, die bedeutendste Stadt Nordindiens, unterstand Yashovarman, in Nordostindien herrschte die Pala-Dynastie, und in Südindien die mächtigen Chalukya. West-Indien unterstand der Rai-Dynastie von Sindh, und mehreren kleinen Reichen der Gurjar in Bhinmal, Mandore, Rajpipla-Bharuch (Nandipuri-Bharuch) und Ujjain. Die letzteren, die sich selbst Pratihara nannten, erlangten die Hegemonie in der Region. Die Regionen des südlichen Rajasthan und nördlichen Gujarat wurden zusammengefasst Gurjaratra (Land der Gurjara) genannt, im Mittelalter später „Rajputana“. Die Halbinsel Kathiawar wurde von mehreren kleineren Reichen beherrscht, deren wichtigstes das der Maitraka in Vallabhi war.
Die dritte Welle der islamischen Expansion während der Kalifats der Umayyaden dauerte von 692 bis 718. Während der Herrschaft al-Walids I. (705–715) wurden Nordafrika, Spanien, Transoxanien und der Sindh unterworfen und kolonisiert. Sindh wurde, wie das Schahnameh berichtet, beherrscht von Raja Dahir aus der Rai-Dynastie. Erobert wurde es von dem umayyadischen Feldherr Muhammad bin Qasim. Sindh, das nun eine untergeordnete Provinz (iqlim) des Kalifats mit der Hauptstadt Al-Mansura war, wäre eine geeignete Ausgangsstellung für weitere Eroberungszüge nach Indien hinein gewesen, wurde aber kurz nachdem bin Qasim das Land wieder verlassen hatte, von den indischen Herrschern zurückerobert.

## Feldzug Muhammad bin Qasims (712–715)

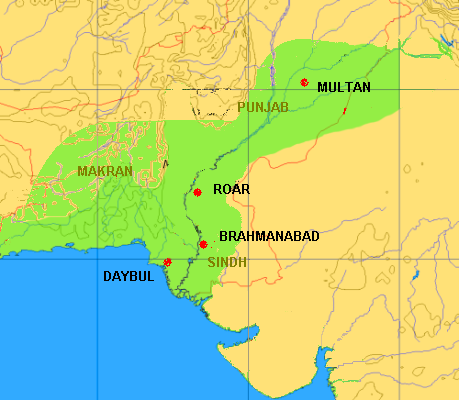
Ausdehnung der umayyadischen Herrschaft unter Muhammad bin Qasim in Indien, heutige Staatsgrenzen in Rot eingezeichnet

Muhammad bin Qasim, ein umayyadischer Feldherr und Neffe des Gouverneurs des Iraq, Al-Ḥajjāj ibn Yūsuf, eroberte 712 den Sindh. Seine Truppen marschierten entlang des Indus weiter und eroberten das Gebiet bis hinauf nach Multan. Nachdem er Sindh unter seine Kontrolle gebracht hatte, sandte er Botschaften an „die Könige von al-Hind“ und forderte sie auf, sich zu ergeben und den islamischen Glauben anzunehmen. Er entsandte ein Expeditionskorps nach „al-Baylaman“ (Bhinmal), von dem berichtet wird, es habe seine Kapitulation angeboten. Die „Mid“-Völker von „Surast“ (Maitraka von Vallabhi) schlossen ebenfalls Frieden. Bin Qasim schickte Kavallerie mit einem Sendschreiben des Kalifen nach Kanauj. Er selbst begab sich mit einer Armee an die Front in Kaschmir („panj-māhīyāt“ im westlichen Punjab). Von der Expedition nach Kanauj ist nichts weiter bekannt. Die Grenze zu Kaschmir könnte mit dem al-Kiraj der Überlieferung übereinstimmen (das Kira-Reich im Kangra-Tal im Westhimalaja, im heutigen indischen Bundesstaat Himachal Pradesh), das offenbar unterworfen worden war.
Bin Qasim wurde 715 an den Kalifenhof zurückbeordert und starb auf dem Rückweg. Al-Baladhuri schreibt, dass nach seiner Abreise die Herrscher von al-Hind wieder Besitz von ihrem Land ergriffen. 723 wurde Junayd ibn Abd ar-Rahman al-Murri zum Gouverneur des Sindh ernannt.

## Feldzug unter al-Junayd (723–726)
Nach der Wiedereroberung des Sindh führte al-Junayd mehrere Feldzüge in Indien durch. Die Begründung dafür war, dass die jeweiligen Gebiete die Tributzahlungen, die sie bin Qasim geleistet hatten, eingestellt hätten. Zunächst zog er nach „al-Kiraj“ (möglicherweise das Kangra-Tal) und bereitete der dortigen Dynastie ein Ende. Ein größerer Feldzug richtete sich gegen Rajasthan und die dortigen Gebiete „Mermad“ (Maru-Mala, in Jaisalmer und nördlichen Jodhpur), „al-Baylaman“ (Bhillamala oder Bhinmal) und „Jurz“ (Gurjara-Land im südlichen Rajasthan und Nordgujarat). Ein weiteres Heer wurde nach „Uzayn“ (Ujjain) entsandt und fiel in die Region um Avanti ein, das einschließlich einer nicht identifizierten Stadt „Baharimad“, verwüstet wurde. Ujjain selbst wurde wahrscheinlich nicht zur Gänze erobert. Ein anderes Heer zog nach „al-Malibah“ (Malwa) östlich von Ujjain, über das Ergebnis diese Zuges ist nichts bekannt.
Im Norden versuchten die Umayyaden in den Punjab vorzustoßen, wurden jedoch von Lalitaditya von Kaschmir zurückgeschlagen. Ein weiterer Heerzug unterwarf „Qassa“ (Kutch), „al-Mandal“ (vielleicht Okha), „Dahnaj“ (nicht identifiziert), „Surast“ (Saurashtra) sowie „Barus“ oder „Barwas“ (Bharuch). Die solcherart geschwächten oder besiegten Reiche umfassten das der Bhattis von Jaisalmer, der Gurjaras von Bhinmal, der Mauryas von Chittor, der Sisodia von Mewar, Kacchelas von Kutch, Maitraka von Saurashtra und der Gurjar von Rajpipla. Insgesamt hat al-Junayd wahrscheinlich das gesamte Gujarat, einen Großteil Rajasthans und Teile von Madhya Pradesh unterworfen.
Im Jahr 726 ersetzte der Kalif al-Junayd durch Tamim ibn Zayd ibn Hamal al-Qayni (Tamim) als Gouverneur des Sindh. Innerhalb weniger Jahre gingen alle Eroberungen von al-Junayd wieder verloren. Die arabischen Quellen geben keinen Grund hierfür an, außer dass die Truppen des Kalifats, die aus Ländern wie Syrien oder dem Jemen rekrutiert worden waren, aus ihren Stellungen desertiert waren und sich weigerten, zurückzukehren. Von Tarim ist bekannt, dass er ebenfalls aus Sind geflohen und auf dem Heimweg gestorben sei. Der Kalif ernannte 731 al-Hakam ibn Awana al-Kalbi (al-Hakam), der das Amt des Gouverneurs bis 740 innehatte.

## Al-Hakam und der indische Widerstand (731–740)
Al-Hakam stellte die Ordnung in Sindh und Kutch wieder her und errichtete sichere Befestigungen in Al-Mahfuzah und Al-Mansur. Er wandte sich dann der Wiedereroberung der von Al-Junayd eroberten indischen Königreiche zu. Die arabischen Quellen schweigen zu den Einzelheiten der Feldzüge. Mehrere indische Quellen berichten jedoch von Siegen über die arabischen Streitkräfte.
Der Gurjar-König von Rajpipla, Jayabhata IV., hielt in einer auf 736 datierten Inschrift fest, dass er dem König von Vallabhi zu Hilfe geeilt sei und dem Heer der „Tājika“ (Araber) eine vernichtende Niederlage zugefügt habe. Die Araber überrannten dann aber Jayabhatas eigenes Reich und zogen weiter nach Navsari im südlichen Gujarat. Wahrscheinlich war es die Absicht der Araber, sich einen Weg nach Südindien freizukämpfen. Südlich des Mai-Flusses lag aber das mächtige Chalukyareich. Der Chalukya-Vizekönig in Navsari, Avanijanashraya Pulakesi, schlug die Invasoren jedoch zurück, wie ein Stiftungsdokument aus Navsari von 739 überliefert. Die besiegte Tājika-Armee war diesem Dokument zufolge diejenige, die Könige von „Kacchella, Saindhava, Saurashtra, Cavotaka, Maurya und Gurjara“ angegriffen hatte. Pulakesi erhielt danach die Titel „Starker Pfeiler des Deccan“ (Dakshināpatha-sādhāra) und „Bezwinger des Unbezwinglichen“ (Anivartaka-nivartayitr). Der Rashtrakuta-Fürst Dantidurga, zu dieser Zeit Vasall der Chalukya, spielte in dieser Schlacht ebenfalls eine entscheidende Rolle.
Bei den in der Navsari-Urkunde erwähnten Völkern handelte es sich wahrscheinlich um folgende: Die Kacchela waren die Menschen von Kutch. Die Saindhavas waren Auswanderer aus Sindh, die wohl 712 nach der arabischen Besetzung nach Kathiawar ausgewandert waren. Sie siedelten im Norden von Kathiawar, ihr Herrscher war Pushyadeva. Die Cavotakas (auch Capotaka oder Capa genannt) waren ebenfalls mit Kathiawar verbündet, ihre Hauptstadt war Anhilvara. Sauraschtra ist das südliche Kathiawar. Die Mauryas und Gurjaras werden unterschiedlich eingeordnet. Blankinship meint, es seien die Mauryas von Chittor und Gurjaras von Bhinmal, während der indische Historiker Baij Nath Puri sie für eine Nebenlinie der Mauryas in Vallabhi hält, und die Gurjaras aus Broach unter Jayabhata IV. Nach Puris Verständnis beschränkte sich diese arabische Invasion auf die südlichen Regionen des modernen Gujarat mit mehreren kleineren Herrschaftsgebieten und endete an der Grenze zum Chalukyareich.
Es gibt Anzeichen dafür, dass Al-Hakam seine Streitkräfte überdehnt hatte. Ein Schreiben von 737 wird erwähnt, in welchem er das Kalifat um Verstärkung bittet. Dieses entsandte weitere 600 Männer, ein überraschend kleines Kontingent. Doch sogar diese kleine Streitmacht erreichte ihr Ziel nicht, da sie auf dem Marsch durch den Irak benötigt wurden, um eine lokale Rebellion zu unterdrücken. Blankinship nimmt an, dass die Niederlage durch die Chalukyas ein schwerer Schlag für das arabische Heer war, der zu großen Verlusten an Menschen und Material führte.
Die geschwächten Araber wurden von Hilfstruppen der Chalukya-Herrscher aus dem Land gedrängt. Der Gahlot-Fürst Bappa Rawal (reg. 734–753) vertrieb die Araber, die die Maurya-Dynastie in Chittor besiegt hatten. Ein Jain-Prabhanda erwähnt einen König Nahada als ersten Herrscher seiner Dynastie in Jalor, bei Bhinmal, und der einen muslimischen Herrscher besiegte. Nahada wird mit Nagabhata I. (reg. 730–760) gleichgesetzt, dem Gründer der Gurjara Pratihara-Dynastie, die wahrscheinlich aus der Gegend von Jalor-Bhinmal stammte und ihr Herrschaftsgebiet bis nach Avanti in Ujjain ausweiten konnte. Die Gwalior-Inschrift König Mihira Bhoja I. beschreibt, dass Nagabhata um 725 eine mächtige Armee von Valacha Mlecchas („Fremde, Belutschen genannt“) besiegt habe. Der genaue Ort der Schlacht ist unbekannt.
Baij Nath Puri schreibt, dass der arabische Feldzug östlich des Indus zum Erliegen gekommen sei. Dennoch hatte er die unerwartete Auswirkung, dass sich die indischen Reiche in Rajasthan und Gujarat einigten. Die Chalukyas dehnten nach dem Sieg über die Araber ihr Reich nach Norden hin aus. Nagabhata I. konnte seine Stellung festigen und eine neue Dynastie gründen, die in der Folgezeit die Verteidigung gegen die Araber trug. Blankinship schreibt auch, dass al-Hakams Feldzüge letztlich die Gründung starker indischer Königreiche zur Folge hatten, was den Interessen des Kalifats entgegenwirkte. Al-Hakam fiel 740 auf dem Schlachtfeld gegen die Meds Nordsaurashtras (Maitrakas, zu dieser Zeit vielleicht unter der Herrschaft der Chalukyas).

## Folgezeit
Mit dem Tod Al-Hakams endete die arabische Präsenz östlich des Indus. In den folgenden Jahren konzentrierten sich die Araber darauf, den Sindh zu kontrollieren. Sie führten gelegentlich Raubzüge gegen die Seehäfen von Kathiawar durch, um ihre Handelsrouten zu schützen, drangen aber nicht weiter landeinwärts in die indischen Königreiche vor. 753 wendete sich Dantidurga, ein Rashtrakuta-Fürst aus Berar gegen seine Chalukya-Herrscher und erklärte seine Unabhängigkeit. Die unmittelbar nördlich angrenzenden Gurjara-Pratiharas wurden zu seinen Feinden, die Araber zu seinen Verbündeten, sowohl aufgrund der geografischen Lage als auch aufgrund gemeinsamer wirtschaftlicher Interessen im Seehandel. Die Pratihara dehnten ihr Einflussgebiet auf Gujarat und Rajasthan, fast bis zum Ufer des Indus aus, ihr Streben nach der Hegemonie in Nordindien traf aber auf den Widerstand der Rashtrakuta. Das gefährdete Gleichgewicht zwischen den drei Mächten dauerte bis zum Ende des Kalifats an.